# Odin (lik)
Odin je izmišljena osebnost, ki se pojavlja v stripih ameriške založbe Marvel. Ustvarila sta ga risarja Stan Lee in Jack Kirby, prvič pa se je pojavil v stripu Journey into Mystery #86 (november 1962). Je kralj Asgarda in ima tri otroke: Helo, boginjo smrti, Thora, boga groma in Lokija (ki ga je Odin posvojil), boga vragolij. 
Odin se je pojavil v filmih Thor, Thor: Svet teme in Thor: Ragnarok, kjer ga je upodobil igralec Anthony Hopkins.